# 白楊市
白楊市（はくよう-し）は、中華人民共和国新疆ウイグル自治区に位置する区直轄県級市。

## 地名由来
市名は中国西北部に多い木のハクヨウのほか、茅盾の小説『白楊礼賛』および軍歌の『小白楊』にも由来する。

## 歴史
元々は新疆生産建設兵団第九師（師団本部はドルビルジン県に所在）一六三団を中心とした地域である。2023年1月の新疆ウイグル自治区人民政府の発表によると、中国共産党中央委員会と中華人民共和国国務院は「師市合一」体制の県級市の白楊市の設置を認可した。

## 地理
中心市街はチョチェク市の市街地の西側8 kmの場所にあり、「師市合一」体制の県級市のうち地方の中心都市に最も近い都市である。また、中国・カザフスタンの国境の巴克図口岸のすぐ東側にあるため、「師市合一」体制の県級市のうち唯一の国境都市である。

## 行政区画
- 団（鎮）：白楊市核心区（新疆生産建設兵団第九師163団、阿克喬克鎮）、同164団、同161団、同165団[2]